# Elaphidion scabricolle
Elaphidion scabricolle es una especie de escarabajo longicornio del género Elaphidion, tribu Elaphidiini, subfamilia Cerambycinae. Fue descrita científicamente por Bates en 1872.

## Descripción
Mide 11,5-14,84 milímetros de longitud.

## Distribución
Se distribuye por Costa Rica, Nicaragua y Panamá.